# 楽天イーグルス泉練習場
楽天イーグルス泉練習場（らくてんイーグルスいずみれんしゅうじょう）は、宮城県仙台市泉区にある野球場。プロ野球・東北楽天ゴールデンイーグルス（ファーム）の練習場・専用球場（本拠地、二軍球場）として同球団の運営法人である楽天野球団が運営管理を行っている。
命名権（ネーミングライツ）が導入されており、2024年からは「森林どりスタジアム泉」（しんりんどりスタジアムいずみ）が愛称として使用されている。

## 概要
施設の総称は「楽天イーグルス泉グラウンド」であり、ここに運動施設群の「森林どりスタジアム泉」、独身寮の「楽天イーグルス泉犬鷲寮」（北緯38度20分55秒 東経140度52分42.4秒 / 北緯38.34861度 東経140.878444度）、関係者駐車場などの付帯施設が設置されている。
森林どりスタジアム泉は、野球場（北緯38度20分55.6秒 東経140度52分46.7秒 / 北緯38.348778度 東経140.879639度）、屋内練習場（面積：800m2、北緯38度20分55.6秒 東経140度52分43.2秒）、および、クレイグラウンド（北緯38度20分56.5秒 東経140度52分44.2秒 / 北緯38.349028度 東経140.878944度）で構成される。
泉グラウンドは、鹿島建設が1995年3月13日から2008年9月にかけて開発した面積92.5haの商業・流通・工業団地である仙台市泉大沢土地区画整理事業「仙台泉インターシティ」の一角に位置する。泉グラウンドの当初の住所は宮城県仙台市泉区七北田字大沢木戸70の2だったが、同事業完成に伴って2008年1月19日より現住所になった。

## 野球場の施設概要
- 両翼：101.5m、中堅：122m
- 内外野：ロングパイル人工芝
- 照明設備：なし
- 観覧設備：200人（1塁側・座席、3塁側・芝生席）+立見のみ
- スコアボード：パネル式（試合会場化に伴い2016年設置。右中間側。10回まで表示+ボールカウンターの簡易型。選手表記不可）
- ブルペン有

## 歴史
楽天は2004年11月のパシフィック・リーグ加盟当初、仙台市内に練習場を確保することを予定しており、その候補の一つが宮城野区の日本たばこ産業（JT）仙台工場跡地だった。敷地内には同年限りで廃部となったJT硬式野球部の練習施設であるJT球場（1980年開設、1988年改築。両翼95m、中堅120m）の他、屋内練習場（約2,000m2）と独身寮（3階建2棟）があり、楽天はこれらを練習および育成施設として整備する方向で検討していた。しかし、所有者であるJTは敷地全体（約12ha）の売却を主張。野球関連施設だけの売却を求めていた楽天との協議は平行線を辿り、双方とも主張を譲らなかったため交渉は決裂。結局用地取得は断念することとなった（JT球場を巡る経緯については東仙台球場も併せて参照）。
楽天はJTとの交渉決裂を受けて二軍本拠地の設置場所を再検討することとなったが、山形県が熱心な誘致を行っていたことからこれに呼応し、仙台市に隣接する山形市周辺に二軍の育成施設を置くことになった。イースタン・リーグ公式戦などを開催する本拠地は中山町の山形県野球場とし、天童市の山形県総合運動公園周辺に練習施設と合宿所を順次整備することとした。しかし球団が発足した2005年以降、選手の多くは仙台市内に居住し、山形へは練習と試合のためだけに通うという者が多く、仮の合宿所として使用された山形市の「あこや会館」に居住する選手もごくわずか（ピークで10人前後）にとどまっていた（これは当時二軍はベテラン選手が多かった上、一軍との入れ替えが頻繁であったことなどが背景にある）。こうした事情から同年春、楽天は県と共同で予定していた天童市内の練習場と合宿所の建設を断念。これらの施設は仙台市内に自前の用地を確保して整備する方針に転換した。
こうして楽天は、泉区の東北自動車道・泉インターチェンジそばで県や市が分譲を進めていた流通・工業団地「仙台泉インターシティ」内に用地を確保。各施設は2006年3月に竣工した。仙台泉インターシティには、東北地方を基盤に家電量販店チェーンを展開するデンコードーが同社最大規模の「MAX Denkodo」仙台北店を核として「HARD OFF」「OFF HOUSE」「Garage OFF」「Mr.コンセント」を集積した「デンコードービレッジ」を2003年11月にオープンしていたが、同社が泉グラウンドの命名権を取得して「デンコードースタジアム泉」と呼称されることになった。
2007年4月1日、デンコードーがケーズホールディングスの完全子会社となり、その後店舗ブランド名をケーズデンキ」に統一化する方針が決まったのに伴い、デンコードーは同年限りで泉グラウンドの命名権契約の返上を決断。これに伴い、泉グラウンドは2008年から命名権による呼称を使用せず、各メディアに於いては「楽天イーグルス泉練習場」という呼称を使用していた。またデンコードーは楽天創設以来の協賛企業で「ゴールドスポンサー」として名を連ねているが、前述の事由からスポンサー名も同年シーズンより店鋪ブランドである「ケーズデンキ」に変更している。
なお、泉グラウンドの竣工以降も楽天主催のイースタン・リーグ公式戦は山形県野球場（現・荘内銀行・日新製薬スタジアムやまがた）と一軍本拠地の宮城球場（現・楽天モバイルパーク宮城）を中心に開催されている。さらに2009年からは利府町中央公園野球場（現・楽天イーグルス利府球場）が本拠地に加わり、同年以降は同球場がファームの主たる本拠地となる。これは泉グラウンドの敷地内に観客を収容できる施設が設けられていないことによるもの（あくまでも練習専用として使われることを前提に設計されたものであり、スコアボードも常設されていなかった）で、同グラウンドは今後も引き続き練習専用施設として使用する方針である。
2017年に一部改修が行われ、3塁側ベンチのそばにあったブルペンを近接地にある屋内練習場に移設し、その跡地に人工芝の芝生席（約100人収容）を設置した。これは2016年の主管試合すべてが完売・満員になるという盛況を受けて設置されたもので、芝生席は「内野自由エリア」、既存座席は「ダッグアウトシート」と命名された。
2016年は2軍の本拠地を宮城県に統一させるため、泉練習場も試合会場化して年間22試合の主管開催を行う。これに伴い客席（約100席）やトイレ、さらに簡易型スコアボードの設置を同年3月まで工事を行い、同4月22日の試合から運用を開始し、利府町中央公園野球場と本拠地を併用する。これについて楽天は「泉練習場での開催は練習場と試合会場を一体化させて練習時間を確保し、効率化する狙いがある。利府、山形県（山形県野球場他）でも例年通りになるように試合数に配慮し、宮城県外での試合は土・日曜などに優先的に行うようにした」と説明している。2018年には利府球場の改修により地方開催分と楽天生命パークでの開催分を除く全試合が本球場で行われ、工事完了後もメインの開催地は本球場が担っている。球団公式サイトではその後も利府がメインのスタジアムとして記載されていたが、2022年より正式に本球場がメインとなった。

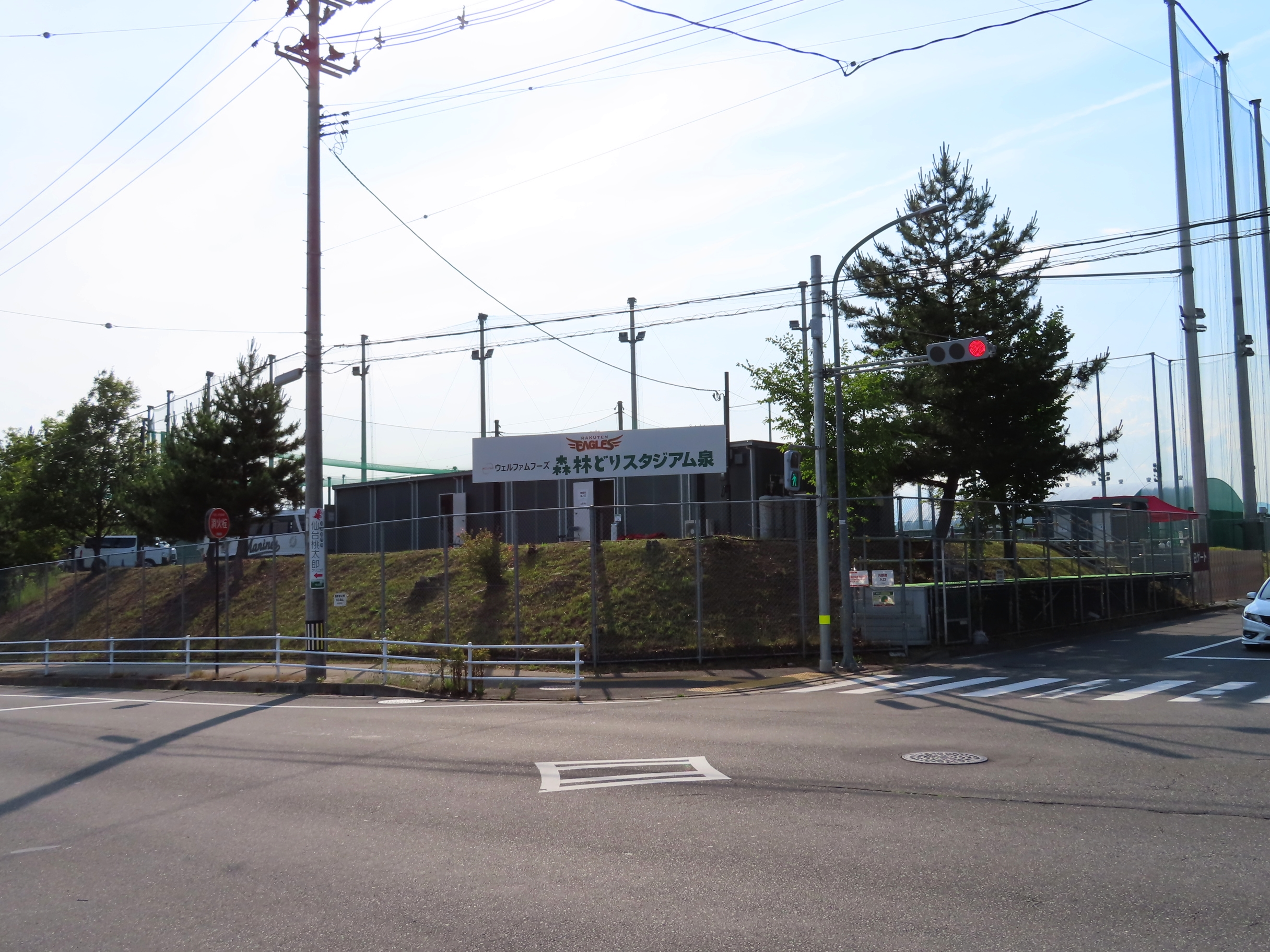
「ウェルファムフーズ森林どりスタジアム泉」時代の外観

2018年3月1日、東京都千代田区の食肉販売業者・ウェルファムフーズと2020年12月末までの命名権契約で合意し、球場名が「ウェルファムフーズ森林どりスタジアム泉」と呼称されることになった。同名称は2023年まで使用され、2024年からは愛称を「森林どりスタジアム泉」に変更した。

## 交通
- 仙台市地下鉄南北線・泉中央駅から
  - 4番バスのりば発、宮城交通・ミヤコーバス「泉ヶ丘パルタウン経由 富谷営業所」行、「南富谷サニータウン」行、「あけの平経由 吉岡」行、「七北田経由 吉岡」行などで「大沢二丁目」下車後徒歩約5分
  - 5番バスのりば発、宮城交通「イオン富谷店」行などで「明石南四丁目」下車後徒歩約5分
- 東北自動車道・泉インターチェンジから車で約1分

## 周辺
- 東北自動車道（仙台都市圏環状自動車専用道路）・泉インターチェンジ … 1975年供用開始
- ケーズデンキ仙台北店（旧・MAX Denkodo仙台北店） … 2003年開業
- チサンイン仙台泉インター … 2005年開業
- 創価学会泉池田平和会館 … 2007年開館
- イオンタウン仙台泉大沢（旧：イオン仙台泉大沢ショッピングセンター）… 2008年開業
- ホテルルートイン仙台泉インター … 2008年開業
- 仙台北部整形外科スポーツクリニック … 2008年開院

当地は七北田川支流の要害川が富谷丘陵を侵食してつくりだしたV字谷という高低差の大きい地形となっており、V字谷に沿って国道4号仙台バイパス（旧奥州街道）が標高40m強付近を通り、V字谷両側の丘陵をつないで東北道が標高50m強付近を立体交差で通過し、高低差を利用して泉ICが設置されている。泉グラウンドは、この仙台バイパスと東北道との交差に隣接した丘陵の標高60mの造成地に設置してある。泉グラウンド自体に観覧設備はないが、隣接する標高70mの造成地にあるイオンタウン仙台泉大沢には泉グラウンド全体が見渡せるポケットパーク（北緯38度20分56.6秒 東経140度52分50.1秒 / 北緯38.349056度 東経140.880583度）が設置されており、屋上駐車場からも見渡すことが出来るようになっている。
なお、仙台泉インターシティでは泉グラウンドの設置以降、楽天の関連施設以外にも様々な店舗が開業し、開発が進んだ。